# Urfolkrörelsen i Brasilien

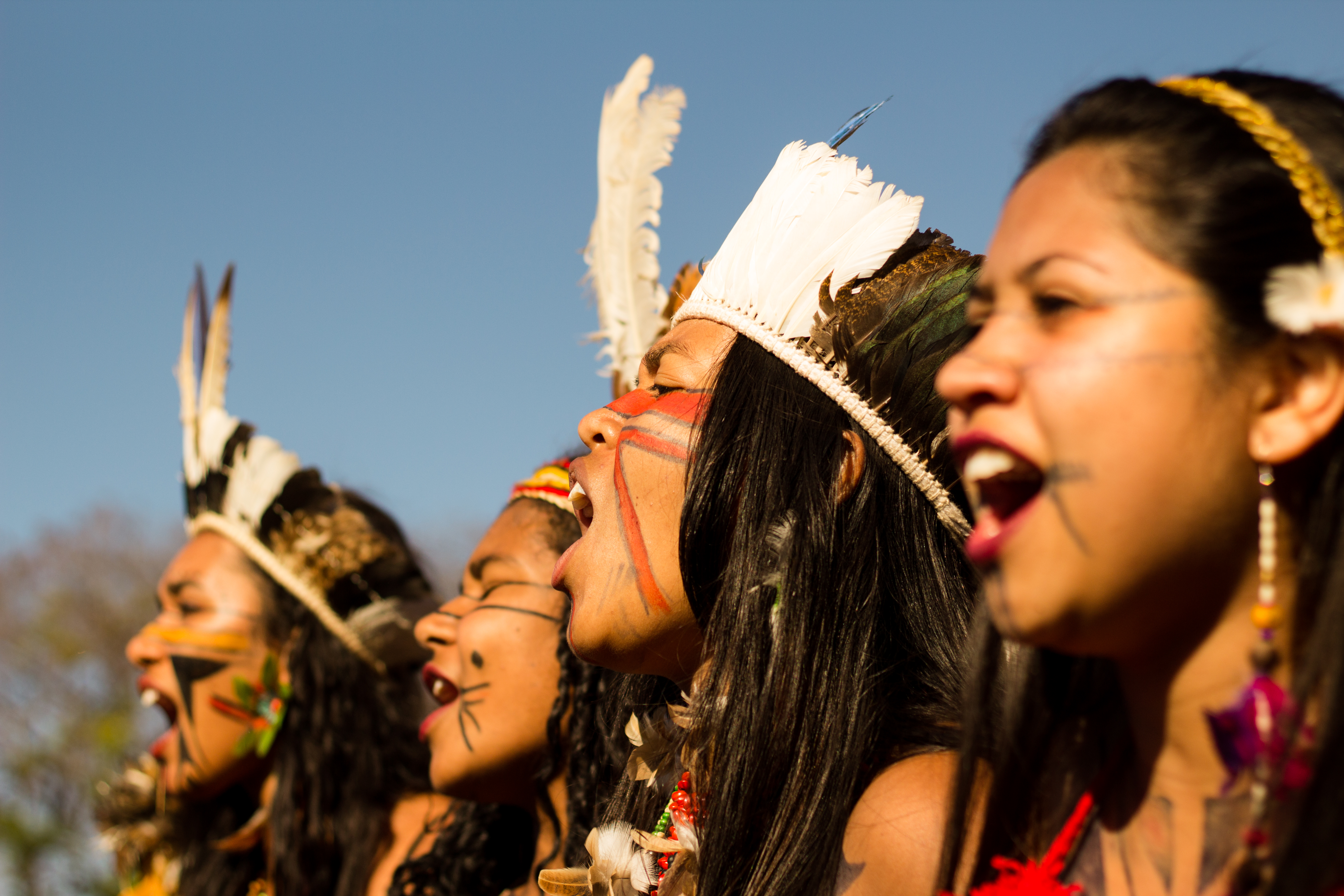
Demonstranter vid ursprungskvinnornas marsch år 2019.

Urfolkrörelsen eller Rörelsen för Brasiliens ursprungsfolk (portugisiska: Movimento indígena) avser uppsättningen av sociopolitiska rörelser ledda främst av ursprungsfolk i Brasilien som framhäver rättigheter och erkännanden som historiskt har plundrats och förnekats av staten och av den dominerande civilisationen.
Ursprungsbefolkningar har drabbats av förtryck, förföljelse och massakrer i århundraden. Många folk och kulturer decimerades. Ovilliga att interagera med den dominerande civilisationen, började på 1970-talet en process av mobilisering och politisk medvetenhet med hjälp av antropologer, intellektuella, universitet,  icke-statliga organisationer och katolska kyrkan. De viktigaste anspråken är relaterade till äganderätten till marken, varav en stor del är Amazonas regnskog. Urfolkens rätt till marken har redan erkänts juridiskt eftersom de var de första ockupanterna. Marken anses dessutom vara helig för urfolken samt en väsentlig del för att bevara kultur och traditioner. Den etniska och kulturella identiteten och rätten till mångfald har stärkts. Framsteg har även gjorts inom områden som utbildning, hälsa och inkludering. Trots dessa framsteg befinner sig urfolken fortfarande i en utsatt situation. De drabbas av rasism, diskriminering, hot om ackulturation, våld och förlust av traditioner och kunskap.

## Historia

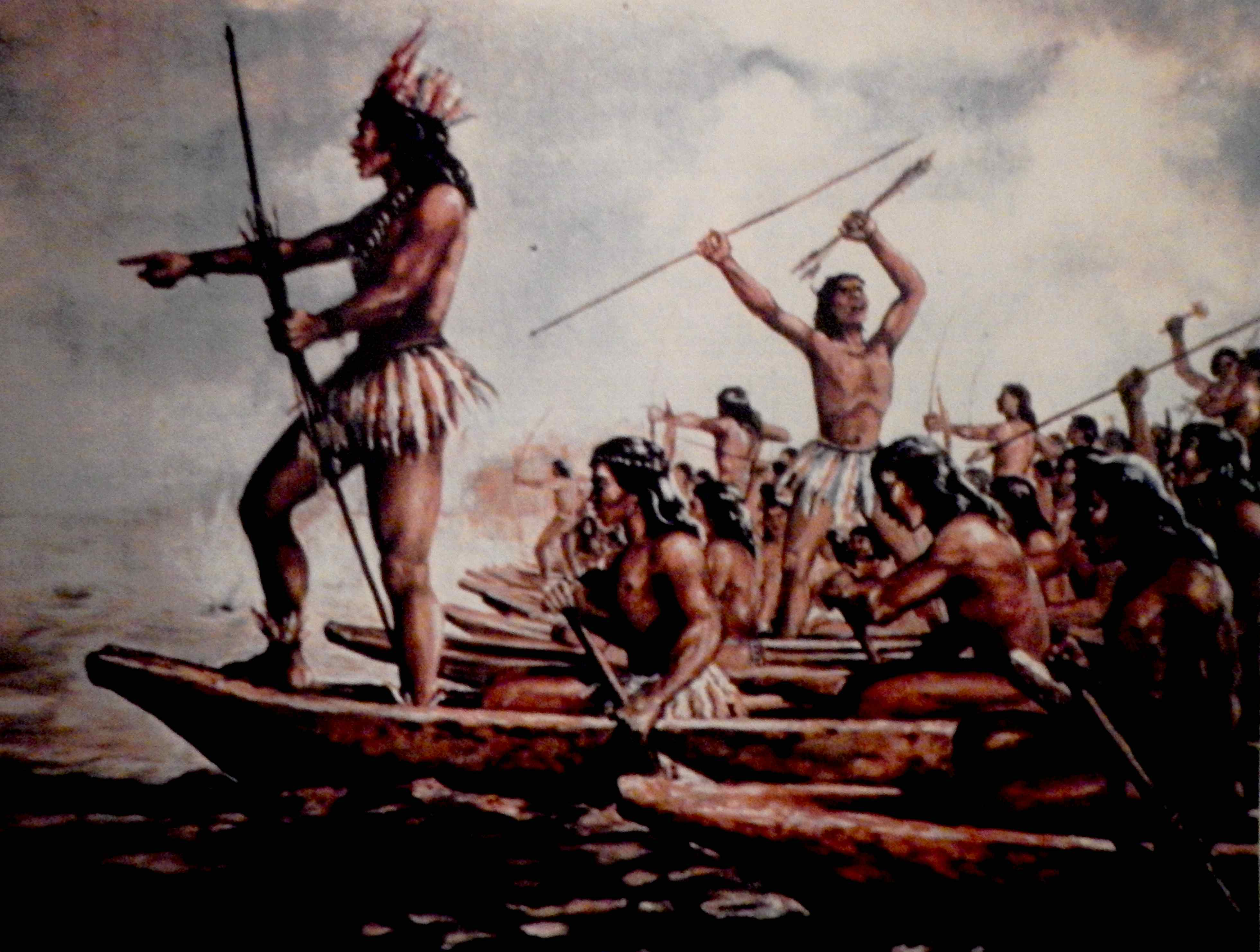
Porträtt av Ajuricaba när han leder Manaós-krigare mot de invaderande portugisiska styrkorna.

Ursprungsbefolkningar var de första ockupanterna av brasilianskt territorium, efter att ha varit närvarande i tusentals år. Men sedan 1500, från den portugisiska koloniseringen, började de ursprungliga folken att förföljas, slåss, förslavas, massakreras, akkultureras och fördrivas från sina länder. Portugiserna betraktade i allmänhet de infödda som brutala varelser, nästan djur, som antingen behövde tämjas eller besegras. För inkräktarna skulle kolonisering och ackulturation endast gynna ursprungsbefolkningen, avlägsna dem från fattigdom och okunnighet och korrigera "felen" i deras tro. Katolska kyrkan hade lagstiftat till deras fördel och erkände deras tillstånd som människor, men för många conquistadores ansågs de inte besitta en själ eller förnuftsförmåga. Vissa människor accepterade dominans medan andra stod emot och därmed blev fiender till portugiserna och utrotades eller förslavades. Några kända urfolkrebeller är Jaguaranho, Ajuricaba, Mandu Ladino och Sepé Tiaraju Genom århundradena försökte regeringen flera gånger förbjuda ursprungsbefolkningens slaveri, men försöken blev framgångslösa. Tvärtom väckte dessa försök uppror bland de portugisiska conquistadorerna, som inte ville förlora arbetskraften och kapitalet det innebar.

## Rörelsen

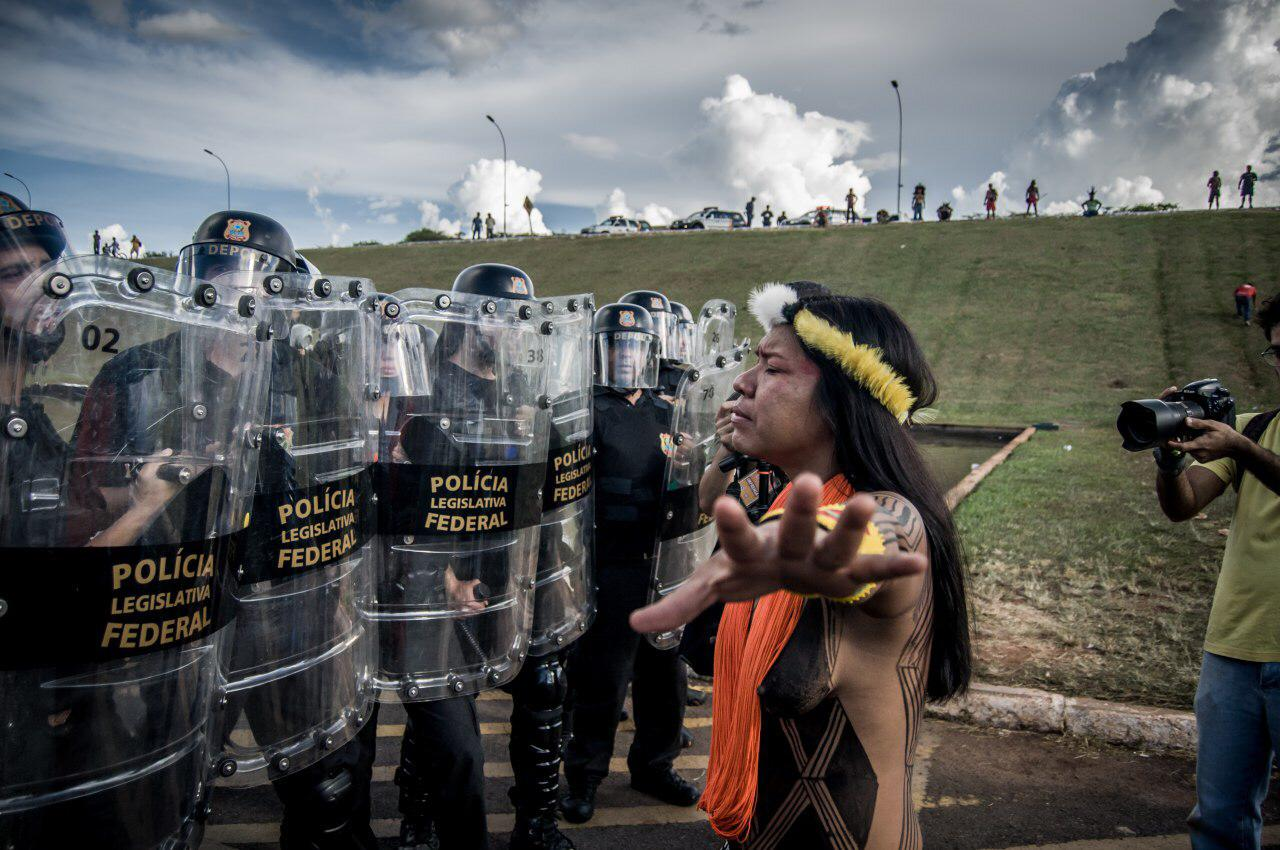
Anna Terra Yawalapiti, en Xingu-ledare, ber om ett slut på polisens förtryck under en demonstration av Acampamento Terra Livre i Brasília

På 1970-talet började ursprungsbefolkningar från olika delar av landet organisera sig i församlingar. Det första mötet hölls 1974 i Mato Grosso med huvudagendan var att garantera äganderätten till sina landområden och slutet på våldet. Samtidigt erkändes också vikten av att värdera ursprungsbefolkningens identitet baserad på etnicitet och kultur. År 1980 grundades União das Nações Indígenas, med syftet att förena urfolken i hela Brasilien. Det blev en viktig rörelse för att bekräfta urbefolkningar som politiska subjekt med sin egen röst. Genom União das Nações Indígenas lyckades urfolk få synlighet utanför Brasilien och ta del av Organization of American States, UNESCO och FN. Detta hämmades dock av regeringen som försökte rama in urfolk-frågan till en fråga för brasilianska staten. En annan anmärkningsvärd händelse under decenniet var valet 1982 då Mário Juruna blev den första federala ställföreträdaren för ursprungsbefolkningen. Han var ansvarig för skapandet av den permanenta urfolk-kommissionen i den nationella kongressen.

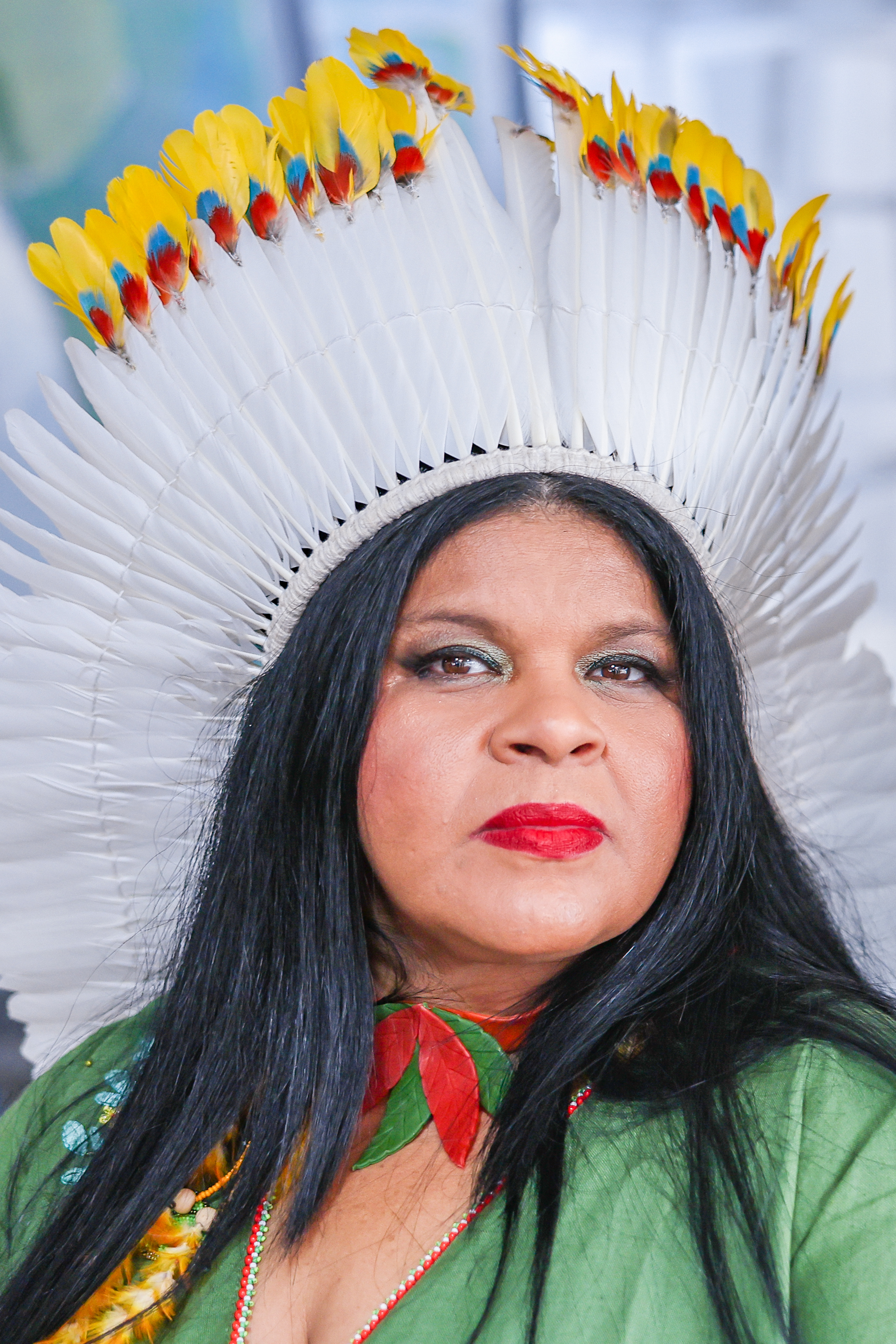
Sônia Guajajara, minister för urfolk i Lula da Silvas regering.

Sedan 2023 är Sônia Guajajara den första ministern för urfolk i president Lula da Silvas regering.